# Jesus Was a Capricorn
Jesus Was a Capricorn är Kris Kristoffersons fjärde album som släpptes 1972. Låten "Why Me" blev en hit med 16:e plats som bästa placering på Billboardlistan.

## Låtlista
Samtliga låtar skrivna av Kris Kristofferson, om annat inte anges.
1. "Jesus Was a Capricorn" – 2:28
2. "Nobody Wins" – 3:06
3. "It Sure Was (Love)" – 2:51
4. "Sugar Man" – 3:59
5. "Help Me" (Larry Gatlin) – 3:22
6. "Jesse Younger" – 2:40
7. "Give It Time to Be Tender" – 3:26
8. "Out of Mind, Out of Sight" – 2:58
9. "Enough for You" – 3:05
10. "Why Me" – 3:26